# Фил Тейлър (дартс играч)
Филип Дъглас Тейлър е бивш английски професионален играч на дартс, известен с прякора „The Power“ (Силата). Tой доминира в дартс повече от две десетилетия и печели 214 професионални турнира, включително рекордните 85 големи титли и рекордните 16 световни първенства. През 2015 г. BBC класира Тейлър сред десетте най-велики британски спортисти за последните 35 години. Той е най-богатият и най-успешният играч на дартс в историята.

## Биография
Роден е на 13 август 1960 г. в Стоук он Трент, Англия. Въпреки че обича да играе дартс и футбол като дете, той никога не се захваща сериозно с игрите до 1986 г., когато се премества в терасирана къща в Бърслем, живеейки близо до кръчмата на Ерик Бристоу. Бристоу започва да го спонсорира, като му дава 10 000 паунда на заем по-късно, за да му помогне да започне като професионален играч на дартс, да се грижи за семейството си, но при условие, че се откаже от работата си в керамичната индустрия.

## Ранна кариера
Първата титла на Тейлър идва на Откритото първенство на Канада през 1988 г., побеждавайки тогавашния световен шампион Боб Андерсън на финала. През 1990 г. се класира за първи път на Световното първенство.

## PDC кариера
След като губи първия финал на Световното първенство на PDC през 1994 г., Тейлър не е побеждаван през следващите осем години. Във финала през 2001 г. срещу Джон Парт, Тейлър отбеляза средно 107 точки на сет. Финалът от 2007 г. се счита за един от най-добрите в историята между Тейлър и Реймънд ван Барневелд, в който ван Барневелд спечели решаващия етап. През 2009 г. Тейлър стигна до финал и спечели четиринадесетата си световна титла, като победи Реймънд ван Барневелд с 7 – 1. През 2010 г. Тейлър влиза в историята във финала на Висшата лига по дартс срещу защитаващия шампион Джеймс Уейд, като постига два последователни лега с девет стрели в един мач. Това е първият път, когато това е направено в професионаления дартс.
Последният му мач на Световното първенство на PDC e през 2018 г., на което достига финал срещу Роб Крос, но е победен с 7 – 2.

## Кариерна статистика

### BDO
- 1990 Победител (побеждава Ерик Бристоу с 6 – 1)
- 1991 Четвъртфинал (губи от Денис Пристли с 3 – 4)
- 1992 Победител (побеждава Майк Грегъри с 6 – 5)
- 1993 Втори рунд (губи от Кевин Спиолек 1 – 3)

### PDC
- 1994 Втори (губи от Денис Пристли с 1 – 6)
- 1995 Победител (побеждава Род Харингтън с 6 – 2)
- 1996 Победител (побеждава Денис Пристли с 6 – 4)
- 1997 Победител (побеждава Денис Пристли с 6 – 3)
- 1998 Победител (побеждава Денис Пристли с 6 – 0)
- 1999 Победител (побеждава Питър Манли с 6 – 2)
- 2000 Победител (побеждава Денис Пристли с 7 – 3)
- 2001 Победител (побеждава Джон Парт с 7 – 0)
- 2002 Победител (побеждава Питър Манли с 7 – 0)
- 2003 Втори (губи от Джон Парт с 6 – 7)
- 2004 Победител (побеждава Кевин Пейнтър с 7 – 6)
- 2005 Победител (побеждава Марк Дъдбридж с 7 – 4)
- 2006 Победител (побеждава Питър Манли с 7 – 0)
- 2007 Втори (губи от Реймънд ван Барневелд с 6 – 7)
- 2008 Четвъртфинал (губи от Уейн Мардъл с 4 – 5)
- 2009 Победител (побеждава Реймънд ван Барневелд с 7 – 1)
- 2010 Победител (побеждава Саймън Уитлок с 7 – 3)
- 2011 Четвъртфинал (губи от Марк Уебстър с 2 – 5)
- 2012 Втори рунд (губи от Дейв Чизъл с 1 – 4)
- 2013 Победител (побеждава Майкъл ван Гервен с 7 – 4)
- 2014 Втори рунд (губи от Майкъл Смит с 3 – 4)
- 2015 Втори (губи от Гари Андерсън с 6 – 7)
- 2016 Трети рунд (губи от Йеле Клаасен с 3 – 4)
- 2017 Четвъртфинал (губи от Реймънд ван Барневелд с 3 – 5)
- 2018 Втори (губи от Роб Крос с 2 – 7)

## Рекорди
Фил Тейлър поставя много рекорди на дартс:
- Най-много световни титли – 16
- Най-много поредни спечелени световни титли (1995 – 2002) – 8
- Най-много финали на Световното първенство – 19
- Най-много спечелени PDC големи турнири – 50
- Рекордни средни точки на игра – 118.66
- Рекордни средни точки на финал на Световното първенство – 110,94
- Най-голямата победа в PDC турнир: 16 – 1 срещу Роланд Шотлен (2007 World Matchplay)
- Най-много месеци на върха на класацията – 57 месеца
- Най-много награди за една година
- Първия играч на дартс, който постига два последователни лега с девет стрели в един мач.